# القومية القبطية
تشير القومية القبطية إلى التعبير الثقافي والسياسي للأقباط. بدلاً من الدعوة إلى دولة قومية مستقلة، تؤكد القومية القبطية على المواطنة المتساوية والتمثيل داخل الدولة المصرية. يتوزع الأقباط جغرافيًا في جميع أنحاء مصر، مع أعلى تركيز لهم في القاهرة والإسكندرية وصعيد مصر. ينتمي معظمهم إلى الكنيسة القبطية الأرثوذكسية بالإسكندرية، وتشير التقديرات إلى أن عدد السكان الأقباط يبلغ 10-15% من إجمالي سكان مصر البالغ عددهم 110 مليون نسمة.
لقد تعايش الأقباط والمسلمون في مصر لعدة قرون، وتقاسموا ثقافة وتاريخًا وطنيًا مشتركًا. ومع ذلك، في أعقاب ستينيات القرن العشرين، تزايدت التوترات بين الطوائف، وخاصة في ظل إدارات ناصر والسادات ومبارك، حيث أبلغ الأقباط عن زيادة التهميش السياسي والاجتماعي. ونتيجة لذلك، سعى الأقباط إلى الحصول على تمثيل سياسي أكبر وحماية أكبر. هاجر بعضهم إلى الخارج، وخاصة إلى الولايات المتحدة، في حين ظل آخرون نشطين سياسياً داخل مصر على الرغم من التحديات المستمرة.

## الفرعونية
في أوائل القرن العشرين، ظهرت أيديولوجية الفرعونية كتعبير ثقافي عن الهوية المصرية المتجذرة في ماضيها القديم قبل الإسلام. وأكدت الحركة على الروابط الحضارية لمصر مع العالم المتوسطي، وهو ما استخدمه بعض الأقباط لتأكيد استمراريتهم التاريخية في مصر وتمييز هويتهم عن القومية العربية الأوسع. على الرغم من تأثيره في عشرينيات القرن العشرين، فقد تعرض النموذج الفرعوني لانتقادات من قبل العلماء المعاصرين باعتباره نتاجًا للفكر الاستشراقي ذي الصدى المحدود في مصر المعاصرة.

## الهوية القبطية
زادت المشاركة السياسية القبطية خلال الثورة المصرية عام 1919، مع وجود شخصيات مثل بطرس غالي ويوسف وهبة في مناصب سياسية عليا. وعلى الرغم من الجهود الفردية للتعاون مع السلطات البريطانية، فإن معظم الأقباط دعوا إلى هوية مصرية موحدة بغض النظر عن الدين.
اكتسبت عملية صياغة هوية قبطية مميزة زخمًا في الخمسينيات من القرن العشرين، ويرجع ذلك جزئيًا إلى سياسات جمال عبد الناصر القومية العربية، والتي اعتبرها بعض الأقباط بمثابة تهميش للتراث المصري ما قبل الإسلامي. وقد ساهم التوجه الإسلامي للدولة واستبعاد الأقباط من الحياة السياسية في تعزيز تطور الوعي الطائفي المنفصل.
لا تزال الهوية القبطية المعاصرة تتشكل من خلال تجارب التمثيل الضعيف والعنف الطائفي والذاكرة الثقافية. تظل الرمزية الدينية، وخاصة تلك التي تشير إلى الاضطهاد المسيحي المبكر، تشكل محورًا لهذه الهوية، ويتم التعبير عنها بشكل متكرر من خلال الطقوس الجماعية وشعارات الاحتجاج. وقد سلطت المظاهرات العامة، مثل تلك التي حدثت أثناء مظاهرات ماسبيرو والربيع العربي، الضوء على دور النشاط في التعبير عن المطالب بالمساواة في الحقوق.
على الرغم من أن القومية القبطية تؤكد على هوية مجتمعية مميزة، إلا أنها لا تسعى إلى الانفصال أو إقامة دولة.